# Rio Corbu (Preluci)
O Rio Corbu é um rio da Romênia, afluente do Preluci, localizado no distrito de Bistriţa-Năsăud.